# Derorthaea
Derorthaea is een geslacht van kevers uit de familie bladkevers (Chrysomelidae).
De wetenschappelijke naam van het geslacht werd in 1994 gepubliceerd door Zhang, Sun & Zhang.

## Soorten
- Derorthaea curtiantenna Zhang, 1994